# Теофілус Кумало
Теофілус «Доктор» Кумало (англ. Theophilus "Doctor" Khumalo, нар. 26 червня 1967, Совето) — південноафриканський футболіст, що грав на позиції півзахисника, зокрема за «Кайзер Чіфс», а також національну збірну ПАР. По завершенні ігрової кар'єри — тренер. 
2004 року був обраний до списку ста найвидатніших південноафриканців під 62-м номером (третє місце серед футболістів у списку).

## Клубна кар'єра
Народився 26 червня 1967 року в місті Совето. Вихованець футбольної школи клубу «Кайзер Чіфс». Дорослу футбольну кар'єру розпочав 1987 року в основній команді того ж клубу. Захищав кольори рідної команди до 2002 року, взявши участь за цей час у 397 матчах чемпіонату, в яких відзначився 207 голами.
Протягом 1995—1996 років на умовах оренди пограв в Аргентині за «Феррокаріль Оесте» та у США за «Коламбус Крю».

## Виступи за збірну
1992 року дебютував в офіційних матчах у складі національної збірної ПАР. Став учасником першої гри південноамериканців після відновлення їх членства у ФІФА, скасованого на початку 1960-х через дискримінаційну політику апартеїду у країні. Став автором історичного першого гола збірної в офіційних матчах після більш ніж 30-річної перерви, реалізувавши пенальті у ворота Камеруну.
У складі збірної був учасником домашнього Кубка африканських націй 1996 року, на якому південноамериканці стали континентальними чемпіонами. Наступного року грав на Кубку конфедерацій у Саудівській Аравії, а ще за рік взяв участь в одній грі групового етапу чемпіонату світу 1998 у Франції.
Загалом протягом кар'єри у національній команді, яка тривала 10 років, провів у її формі 50 матчів, забивши 9 голів.

## Кар'єра тренера
Розпочав тренерську кар'єру відразу ж по завершенні кар'єри гравця, 2002 року, очоливши тренерський штаб рідного «Кайзер Чіфс», де пропрацював з 2002 по 2003 рік.
Згодом тренував юнацьку збірну ПАР (U-17).

## Титули і досягнення
- Переможець Кубка африканських націй: 1996